# Аллен Джинс
Аллен Розалінд Джинс (нар. 19 липня 1906 — пом. 11 грудня 1995) — американська дослідниця у галузі хімії, чия робота зосереджувалась на вуглеводах і розробці декстрану, речовині, яка замінила плазму крові під час Корейської війни. Член Американського хімічного товариства, Джинс опублікувала понад 60 праць, склала 24 звіти та отримав десять патентів.

## Молодість й освіта
Джинс народилася 19 липня 1906 року в Вако, штат Техас, у сім'ї Віоли (Геррінг) та Ларгуса Елонзо Джинсів, стрілочника, а згодом чергового по станції Південно-Західної залізниці Сент-Луїса. У 1928 році вона здобула ступінь бакалавра у Бейлорському університеті; у 1929 році стала магістром в Університеті Каліфорнії в Берклі.
З 1930 до 1935 рік Джинс працювала старшим викладачем природничих наук в Ейтензькому коледжі в Ейтензі, штат Алабама. З 1936 до 1937 рік вона обіймала посаду викладача хімії в Університеті Іллінойсу. Вона здобула ступінь доктора філософії з органічної хімії в Університеті Іллінойсу у 1938 році після роботи з Роджером Адамсом.

## Кар'єра
З 1938 до 1940 рік Джинс була співробітником науково-дослідного фонду кукурудзяної промисловості Національного інституту здоров'я разом з Клодом Гадсоном та у Національному бюро стандартів разом з Горасом С. Ісбеллом:105. У 1941 році вона приєдналася до Роя Л. Вістлера:105 у Північній регіональній дослідницькій лабораторії (ПРДЛ) Міністерства сільського господарства США у Пеорії, штат Іллінойс, як дослідник-хімік. Там вона працювала до 1976 року. Джинс приписують «видатну роль у перетворенні ПРДЛ у центр прикладної науки про вуглеводи світового рівня»:105.
Сферою досліджень Джинс були природні полісахариди, включно з крохмалем (який міститься в пшениці, кукурудзі, рисі та картоплі), целюлозою (яка знаходиться у бавовні, дереві та папері) і декстран. Джинс змогла виділити бактерії, що виробляють декстран, зі зразків зараженого бактеріями кореневого пива місцевої компанії Peoria. Це відкриття стало основою для розробки процесу масового виробництва декстрану та використання як замінника плазми крові на його основі. Цей плазмозамінник використовувався медиками під час Корейської та В'єтнамської війн. Завдяки своїй роботі Джинс стала першою жінкою, яка отримала нагороду за видатні заслуги від Департамента сільського господарства у 1953 році. У 1956 році її нагородили медаллю Гарвана.
Джинс також відома як частина команди, яка розробила ксантанову камедь. Інший полісахарид, синтезований бактеріями Xanthomonas campestris: ксантанова камедь діє як загусник і запобігає розшарування таких продуктів, як-от заправки для салатів з олії та оцту.
Вона була членом Американського хімічного товариства, Sigma Xi та Iota Sigma Pi.

## Подальше життя
Джинс померла 11 грудня 1995 року в Урбані, штат Іллінойс. 

## Нагороди
- 1953 — Нагорода за видатні заслуги від USDA[3][8].
- 1956 — медаль Гарвана від Американського хімічного товариства[3][8].
- 1962 — Федеральна жіноча премія Комісії з питань державної служби США[8].
- 1968 — Нагорода за найкращі заслуги команді з розробки ксантанової камеді від Міністерства сільського господарства США[7][11]
- 1999 — посмертно зарахована до Наукової зали слави Служби сільськогосподарських досліджень за її внесок у мікробіологічні дослідження, які сприяли появі рятівних полімерів на основі сільськогосподарської продукції[11].
- 2017 — посмертно зарахована до Національної зали слави винахідників[12].

## Додаткова література
- Shearer, Benjamin F. (1997). Notable women in the physical sciences : a biographical dictionary (вид. 1. publ.). Westport, Conn. [u.a.]: Greenwood Press. ISBN 0313293031.
- Wayne, Tiffany K. (2011). American women of science since 1900. Santa Barbara, Calif.: ABC-CLIO. ISBN 9781598841596. OCLC 702118874.
- Historical Inventors. LEMELSON-MIT.